# 스미스의 바다

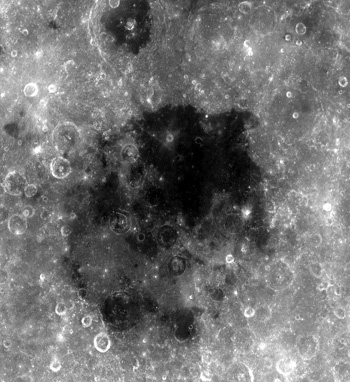
스미스의 바다

스미스의 바다(라틴어: Mare Smythii)는 달의 적도 부근 동쪽 가장자리에 위치한 달의 바다이다. 달의 앞면에 위치해 있다. 스미스의 바다는 선넥타리아기에 만들어진 분지로, 후기 임브리언기의 지층으로 덮여 있다. 명칭은 윌리엄 헨리 스미스의 공적을 기리기 위하여 명명된 것이다. 직경은 373km이다.
스미스의 바다 북부에는 네이피어 분화구가 있다. 스미스의 바다 북서부에는 슈베르트와 슈베르트-B가 있으며, 스미스의 바다 남부에 있는 검은 분화구는 케스트나이다.

## 참조
1. ↑  “Moon Mare/Maria”. 《Gazetteer of Planetary Nomenclature》. USGS Astrogeology. 2010년 8월 20일에 확인함.